# Bagatipara
Bagatipara è un sottodistretto (upazila) del Bangladesh situato nel distretto di Natore, divisione di Rajshahi. Si estende su una superficie di 139,37 km² e conta una popolazione di 131.004  abitanti (censimento 2011).